# 南部連邦管区

南部連邦管区
Южный федеральный округ

南部連邦管区（なんぶれんぽうかんく、ロシア語: Южный федеральный округ, Juzhnyj federal'nyj okrug）は、ロシア連邦の地域管轄区分である連邦管区のひとつ。面積は44万7821km2、人口は1636万7949人。

## 概要
本部はロストフ州のロストフ・ナ・ドヌに置かれる。「北カフカース連邦管区」（北カフカス連邦管区、Северо-Кавказский ФО）の通称があったが、2010年1月19日の大統領令により、従来の13主体のうち、北カフカース（コーカサス）の7主体が北カフカース連邦管区の名称で新たに設置された。
2014年3月21日にウクライナからの独立を宣言したクリミア共和国とセヴァストポリ市のロシアへの編入がロシア議会で決議され、新設されたクリミア連邦管区を構成した。2016年7月28日に大統領令によりクリミア連邦管区が廃止され、南部連邦管区に併合された。

## 行政区画

南部連邦管区

南部連邦管区に所属する連邦構成主体は、以下の8主体である。
1. アディゲ共和国
2. アストラハン州
3. ヴォルゴグラード州
4. カルムイク共和国
5. クラスノダール地方
6. クリミア共和国（2016年7月28日～）
7. ロストフ州
8. セヴァストポリ市（2016年7月28日～）

## 隣接連邦管区
- 北東：沿ヴォルガ連邦管区
- 東：西カザフスタン州
- 東：アティラウ州
- 南東：カスピ海
- 南：北カフカース連邦管区
- 南：アブハジア
- 南西：黒海
- 北西：ドネツィク州（ドネツク人民共和国）
- 北西：ルハーンシク州（ルガンスク人民共和国）
- 北西：中央連邦管区

## 人口
- 1979年1月17日：1257万9803人
- 1989年1月12日：1333万6449人
- 2002年10月9日：1397万3252人
- 2010年10月14日：1385万4334人
- 2016年1月1日：1404万4580人[2]

2016年7月28日以降のクリミア共和国（190万7106人）とセヴァストポリ市（41万6263人）を含む範囲の人口は、2016年1月1日時点で1636万7949人。

## 歴代大統領全権代表
- ヴィクトル・カザンツェフ (2000年5月18日 - 2004年3月9日)
- ウラジーミル・ヤコブレフ (2004年3月9日 - 9月13日)
- ドミトリー・コザク (2004年9月13日 - 2007年9月24日)
- グリゴリー・ラポータ (2007年9月24日 - 2008年5月12日)
- ウラジーミル・ウスチノフ (2008年5月12日から)